# Телетайп

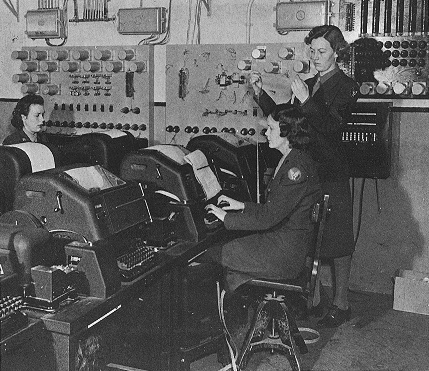
Телетайп часів Другої світової війни

Телета́йп (англ. teletype, від грец. τηλε- — «далеко» і англ. to type — «друкувати»; скорочено TTY) — електромеханічна друкарська машинка, яку використовують для простого текстового листування через найпростіший електричний канал (зазвичай з пари дротів).
Найдосконаліші телетайпи є повністю електронними пристроями і використовують екран замість принтера. Такі телетайпи все ще використовуються для спілкування глухих, і зазвичай називаються телекомунікаційні пристрої для глухих (TDD — англ. Telecommunications Devices for the Deaf).

## Історія
Розвиток телетайпів відбувалося завдяки низці винаходів таких інженерів як Роял Гаус, Девід Г'юз, Е. Клейншмідт, Чарльз Крам, Еміль Бодо і Ф. Крід. Безпосередніми попередниками телетайпа є тикерні апарати, які набули вжитку в 1870-х роках для відображення тексту, переданого по дротах. Спеціально розроблений телеграфний апарат використовувався для відправки біржової інформації телеграфною мережею до тикерного апарата.

## Функціонування телетайпів
Більшість телетайпів використовували 5-розрядний код Бодо (також відомий як ITA2), що обмежувало кількість використовуваних символів до 32. Та якщо запровадити керівні символи, інформативність нескладно збільшити; наприклад, в СРСР їх було 79.

## Керівні символи
Друкарська машинка або електромеханічна друкарка може друкувати символи на папері й виконувати деякі дії, як-от повернення каретки на початок рядка чи гортання до наступного рядка тощо. Керування діями, що не передбачають друкування, здійснюється в той самий спосіб, що й передавання тексту. Тобто певні коди передають звичайні друковані символи, а інші — позначають дії, що їх має виконати друкувальний пристрій. В сучасній царині обчислень та зв'язку лише деякі з керівних символів (як-от повернення каретки чи символ нового рядка) зберегли своє первинне значення (втім, їх дія визначається здебільшого програмним забезпеченням, а не електромеханічними пристроями, як раніше). Решта керівних символів або вже не потрібна, або просто вживається не за призначенням.

## Мережа Телекс
Глобальна мережа Телекс була створена в 1920-х роках і використовувалася протягом більшої частини XX століття для бізнес-комунікацій. Мережу до нашого часу використовують деякі країни в галузях судноплавства, новин, міжбанківських розрахунків та військового зв'язку.
В середині 1990-х рр.. попит на телетайп різко впав, хоча радіоаматори і зараз працюють на обладнанні, виготовленому в 1940–1950-их роках.

## Застосування телетайпів в обчислювальній техніці
На зорі розвитку обчислювальної техніки деякі ЕОМ (наприклад, LGP-30) використовували телетайпи для введення та виведення інформації. Телетайпи також використовувалися як перші інтерактивні комп'ютерні термінали. У них не було відеодисплеїв; користувачі мали набирати команди після отримання спеціального символу — запит на введення інформації. Так з'явилися текстові термінали та інтерфейс командного рядка.
Й хоча в сучасному світі і досі існує потреба передавати на відстань новини та повідомлення текстом, телетайпи, для роботи яких необхідні окремі пари дротів, було витіснено факсами, персональними комп'ютерами, швидкісними мережами та Інтернетом.

## Телетайпи в масовій культурі
- Елемент мови HTML <tt> отримав свою назву від слова teletype, він змушує браузер виводити текст моноширинним шрифтом;
- В системах UNIX багато послідовних пристроїв носять назву телетайпних терміналів (відповідні пристрої називаються /dev/ttyXX);
- У фільмі «Шпигун, який мене любив» телетайпи використовуються для зв'язку між підводним човном і надводним судном;
- В останніх кадрах фільму «Вся президентська рать» показано телетайп, що роздруковує інформацію про розвиток подій Вотергейтського скандалу;
- У фільмі «Червона спека» представлено телетайп, який роздруковує орієнтування на злочинців.